# Ragnarök the Animation
Ragnarök the Animation est un anime nippo-coréen de 26 épisodes basé sur l'univers du MMORPG Ragnarök Online, produit en 2004 et diffusé au Japon sur TV Tōkyō.

## Synopsis
Une jeune acolyte (Yuufa), et un épéiste (Roan), son ami d'enfance, parcourent le royaume de Rune Midgard. Ils seront accompagnés par une marchande (Maaya) et son animal (Poipoi), ainsi que par une archère (Judia) et une magicienne (Takius). Au cours de leurs aventures, ils vont révéler et résoudre des complots.

## Fiche technique
- Nom de la série : Ragnarök The Animation
- Créé par : Inochi Susumu
- Scénario écrit par : Mitsui Hideki
- Réalisé par : Myung-Jin Lee et Seiji Kishi
- Character Design par : Shinohara Kenji
- Directeur de la photographie : Jung Joo Ree
- Générique interprété par : Maimi Yamasaki
- Première diffusion au Japon : 6 avril 2004 sur TV Tōkyō
- Première diffusion en Corée : ???
- Première diffusion en France : juillet 2007 sur Game One
- Première sortie vidéo en France : septembre 2005 par Mabell
- Studio : G&G Entertainment

## Liste des épisodes
1. À quoi te sert donc cette épée ?
2. Enchantée, Grand frère !
3. Je crois en elle
4. Est-ce ta force ?
5. Qu'as-tu dit à l'instant ?
6. Je ne laisserai personne me barrer la route
7. C'est pour me réconforter ?
8. Malheur à qui ne sait que la vie est sacrée
9. Rien que pour la vérité
10. Tu es bien mon grand frère ?
11. Il n'y a que de la déception en ce monde
12. Je ne te conviens pas...
13. Celle qui protège
14. Pourquoi ne me répondez-vous pas ?
15. Pas d'inquiétude, je suis là maintenant
16. Je ne peux sauver personne...
17. Tu es déjà souillée
18. Je savais tout...
19. On sera toujours ensemble
20. J'abandonne...
21. J'ai besoin de toi
22. Qui est la plus triste ?
23. Adieu
24. Là où tout doit se terminer
25. Celui qui admet ses erreurs
26. Pour notre futur !